# Konsultativpakt
Unter einem Konsultativpakt versteht man eine Abmachung mehrerer Staaten, sich vor außenpolitischen Entscheidungen gemeinsam zu beraten. Beispiele hierfür sind der Konsultativpakt der Arabischen Liga und das Dreikaiserabkommen von 1873 zwischen Russland, Österreich-Ungarn und dem Deutschen Reich.